# E contrario
E contrario (latin motsatsvis) är ett sätt att tolka lagar och andra bestämmelser. Det innebär att man drar slutsatser om vad som inte omfattas av en viss bestämmelse. 
Exempel kan hämtas från Brottsbalken där 8 kap 1 § lyder: "Den som olovligen tager vad annan tillhör med uppsåt att tillägna sig det, dömes, om tillgreppet innebär skada, för stöld till fängelse i högst två år."
E contrario kan man dra flera slutsatser. 
- Den som har fått medgivande kan inte dömas för stöld.
- Den som inte har för avsikt att tillägna sig egendomen, utan endast vill låna den för att sedan lämna tillbaka den, kan inte dömas för stöld.
- Den som tagit egendom som är värdelös kan inte dömas för stöld.

En e contrario tillämpning måste tillämpas med försiktighet.
Den som tillägnar sig egendom utan uppsåt att tillägna sig den kan dömas för egenmäktigt förfarande eller om det är ett fortskaffningsmedel för tillgrepp av fortskaffningsmedel det vill säga att det kan finnas andra regler med förbud.
Det första fallet då ett e contrario-argument användes i ett formellt sammanhang anses vara då Cicero försvarade Lucius Cornelius Balbus år 56 f.Kr. Åklagaren anförde att Balbus hade förvärvat romerskt medborgarskap på felaktiga grunder. Cicero hävdade att den lagstiftning enligt vilken Balbus fått medborgarskap räknade upp hinder för medborgarskap, men inte något som var relevant i Balbus fall. Hans specifika argument var Quod si exceptio facit ne liceat, ubi non sit exceptum, eller om någonting förbjuds i vissa fall är det underförstått att det är tillåtet i övriga.